# Miguel Ángel Vargas
Miguel Ángel Vargas Mañán (Santiago de Chile, 15 de junio de 1996) es un futbolista chileno-peruano. Juega como guardameta y su equipo actual es el Universitario de la Liga 1 de Perú
Vargas es de ascendencia peruana, por lo tanto, posee doble nacionalidad, y ha integrado la Selección de fútbol sub-20 de Chile como la selección adulta.

## Trayectoria

### Fútbol chileno
Miguel Vargas realizó sus divisiones menores en la Universidad Católica, club al que llegó a los 12 años.
El 2015 fue promovido al plantel principal por Mario Salas, apareciendo en el banco de suplentes en 6 oportunidades. Fue habitual suplente de Cristopher Toselli y del argentino Franco Costanzo. Fue parte del plantel que salió bicampeón el 2016.
El 2017 fue enviado a préstamo a Deportes Santa Cruz de la Segunda División de Chile, donde agarraría una buena continuidad con 36 partidos jugados en la temporada.
Para el 2018 volvería a los cruzados, siendo habitual suplente de Matias Dituro. Sería parte del plantel campeón de aquel año.
Fue enviado a préstamo a Cobresal para la temporada 2019, sin embargo, no pudo ser titular en el plantel.
El 2020 sería cedido a préstamo a Unión la Calera por una temporada. Al quedar como jugador libre renovaría por todo el 2021.

### Fútbol peruano
En diciembre de 2021 es anunciado como nuevo jugador de Cienciano de la Primera División del Perú. tras dos temporadas, en diciembre de 2023 firma por Deportivo Garcilaso de la misma división.

### Universitario de Deportes
El 6 de diciembre es oficializado como nuevo refuerzo de Universitario de Deportes por una temporada. Afrontará la Copa Libertadores 2025 y Liga 1 2025. Su debut oficial con el plantel crema fue en la fecha 13 del Torneo Apertura contra Juan Pablo II Collegue en la derrota 2 a 0 frente al equipo de Chongoyape.

## Selección nacional
Fue convocado para el Campeonato Sudamericano de Fútbol Sub-17 de 2013 para representar a la selección chilena. Jugó un total de 4 partidos, siendo eliminado en primera ronda.
Asimismo, sería convocado para Campeonato Sudamericano de Fútbol Sub-20 de 2015 por Chile, volviendo a ser eliminado en primera ronda.
De ascendencia peruana, ha mostrado su interés en defender los colores de la selección peruana.

## Clubes
| Club                           | País  | Año       | PJ |
| ------------------------------ | ----- | --------- | -- |
| Universidad Católica           | Chile | 2015-2017 | 1  |
| → Deportes Santa Cruz (cedido) | Chile | 2017      | 36 |
| Universidad Católica           | Chile | 2018      | 0  |
| → Cobresal (cedido)            | Chile | 2019      | 4  |
| → Unión La Calera (cedido)     | Chile | 2020-2021 | 1  |
| Cienciano                      | Perú  | 2022-2023 | 62 |
| Deportivo Garcilaso            | Perú  | 2024      | 26 |
| Universitario de Deportes      | Perú  | 2025-act. |    |

## Palmarés

### Campeonatos nacionales
| Título             | Equipo               | País  | Año    |
| ------------------ | -------------------- | ----- | ------ |
| Primera División   | Universidad Católica | Chile | 2016-C |
| Supercopa de Chile | Universidad Católica | Chile | 2016   |
| Primera División   | Universidad Católica | Chile | 2016-A |
| Primera División   | Universidad Católica | Chile | 2018   |

### Torneos cortos
| Título          | Equipo        | País | Año  |
| --------------- | ------------- | ---- | ---- |
| Torneo Apertura | Universitario | Perú | 2025 |